# Quarterback

A posição de quarterback num alinhamento ofensivo.

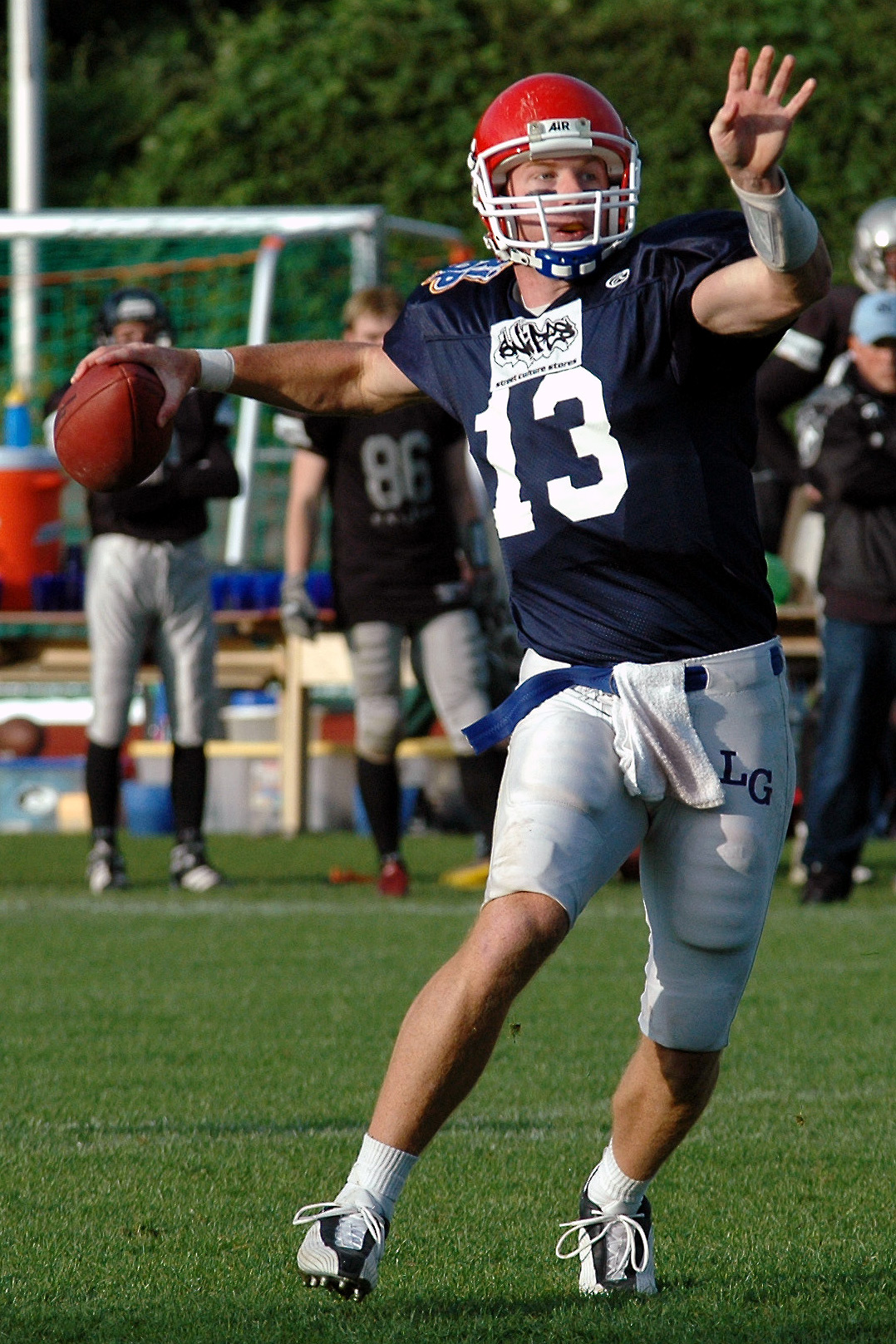
Um quarterback efetuando um passe.

Quarterback (QB) é uma posição do futebol americano. Jogadores de tal posição são membros da equipe ofensiva do time (do qual são líderes) e alinham-se logo atrás da linha central, no meio da linha ofensiva. Sua função é dar o inicio as jogadas e fazer passes para os wide receivers e também, porém nem tantas vezes, para os tight ends. É ele que dá a bola para o corredor iniciar uma jogada de corrida, os corredores são geralmente o halfback e, em algumas poucas jogadas, o fullback.
São os quarterbacks que passam a jogada que a linha ofensiva irá executar na descida, nos chamados huddles. Também podem atuar em no-huddle, chamando as jogadas diretamente, sem o agrupamento de jogadores, com base na última jogada feita e alterada pelos audibles, para acelerar o jogo. Algumas equipes atuam dessa forma na maioria das vezes, com o intuito de dar menos tempo de planejamento à defesa e cansar seus jogadores, mas esse estilo de jogo é mais usado por equipes que estão perdendo ou empatando com pouco tempo restante ou por qualquer equipe nos minutos finais do segundo tempo (também chamado de 4º quarto).
Existem vários estilos de quarterback hoje em dia na NFL: há o quarterback scrambler, que é o quarterback que corre bem pela linha defensiva adversária, como um running back. Michael Vick é um bom exemplo de scrambler. Outro estilo quarterback é o short throw, que arremessa para poucas jardas, criando um jogo rápido e com poucas interceptações, Peyton Manning é um grande short thrower, temos os quarterbacks long throws, que são especializados em passes para muitas jardas, tem um alto número de interceptações, jardas e touchdowns, Brett Favre é, para muitos, o melhor long thrower de toda a história da NFL, e temos o All Rounder, que é como o "jack of all trades": sabe fazer tudo, mas não é excepcional em nada, Ben Roethlisberger é um exemplo de all rounder.
Um bom quarterback não é nada sem uma boa linha ofensiva para evitar que ele seja alvo fácil para tackles, então dizer que um bom quarterback ganha um jogo é uma informação errada, porém os quarterbacks são os pilares da linha ofensiva, e ter um excelente, ajuda exepcionalmente a levar para uma descida realmente boa.

## Táticas

### Audible
Audible é o nome que se dá a uma jogada chamada pelo quarterback na linha de scrimmage, o que altera a jogada que havia sido combinada no huddle.

## Quarterbacks famosos

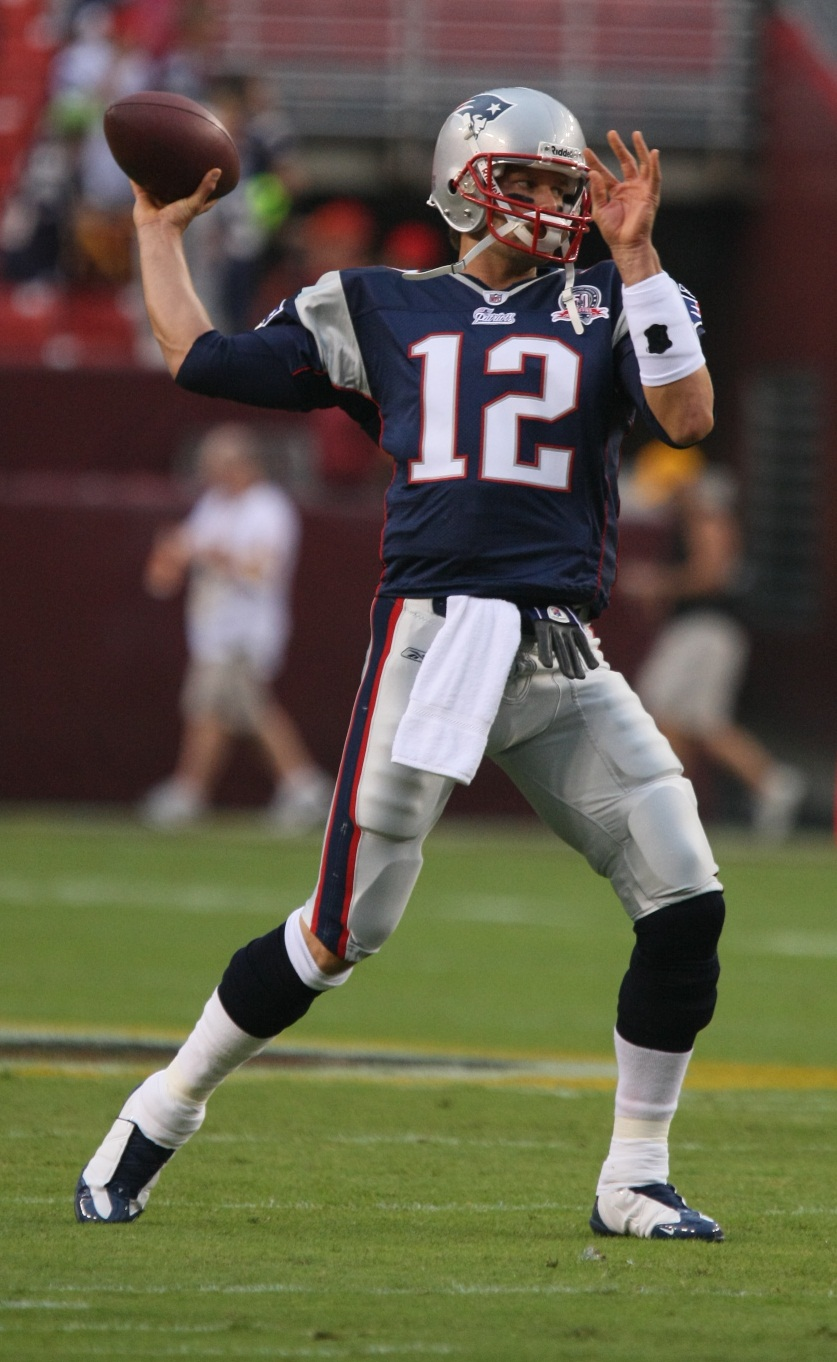
Tom Brady é considerado o maior quarterback de todos os tempos.

- Joe Namath
- "Big" Ben Roethlisberger
- Kurt Warner
- Tom Brady
- Brett Favre
- Bart Starr
- Joe Montana
- Dan Marino
- John Elway
- Peyton Manning
- Troy Aikman
- Tony Romo
- Eli Manning
- William Heffelfinger
- Drew Brees
- Aaron Rodgers
- Johnny Unitas
- Steve Young
- Patrick Mahomes
- Lamar Jackson
- Joe Burrow